# 1.000% (album)
Albums de Doc Gynéco
Peace Maker
(2008)
Singles
1. Ça va aller
Sortie : 30 juin 2017
2. France
Sortie : 9 février 2018
3. Obscurité
Sortie : 9 mars 2018
4. Ma fille
Sortie : 13 avril 2018

1.000% (« mille pour cent ») est le septième album de Doc Gynéco, sorti le 27 avril 2018. 
Cet album marque le retour du rappeur après dix ans d'absence, son dernier album solo en date étant Peace Maker en 2008.

## Historique
En 2016, alors qu'il célèbre les vingt ans de Première consultation lors d'une tournée anniversaire en France, Doc Gynéco est approché par la maison de disque Mercury Music Group pour la signature d'un contrat en tant que directeur artistique et dans la préparation d'un nouvel album, le rappeur faisant son retour médiatique après une longue pause artistique, s'étant totalement retiré des médias et de la musique à la fin des années 2000. C'est ainsi qu'il commence à préparer son retour discographique en travaillant sur un nouvel opus. Il part alors enregistrer et composer l'album en Afrique entre Dakar au Sénégal, la Côte d'Ivoire et la France. 

## Thèmes abordés
Dans cet album, le rappeur évoque des thèmes divers et variés : le sujet de la société de consommation qu'il critique sur le titre Égoïste ; l'amour d'un pays gueulard et insatisfait sur le morceau France ; l'hymne à la tolérance, où il appelle à travers ses textes à la paix dans le monde, l'acceptation de la différence et à la générosité sur Obscurité. De manière générale, l'album se veut optimiste et festif. Il évoque également sa relation passée avec Christine Angot sur le titre En saignant, sa traversée du désert et la politique.

## Styles musicaux
1.000% est un album éclectique où Doc Gynéco s'inscrit dans un registre pop urbaine en chantant sur plusieurs styles musicaux : le hip-hop, la variété et principalement le zouk, qui domine en grande majorité la liste des titres ; le rappeur ayant produit son album en Afrique, ce qui a énormément influencé et inspiré la ligne musicale très dansante, rythmique et mélodique de l'album, mêlant sonorités africaines et urbaines. Vocalement, le rappeur est toujours plus proche du chant que du rap.

## Promotions
Doc Gynéco bénéficie d'une couverture médiatique importante, son retour faisant beaucoup parler de lui dans les médias et ayant de plus une double actualité, étant en tournée avec le collectif Secteur Ä pour une tournée événement au même moment de la sortie de son nouvel album. De ce fait, Il est invité à de nombreuses émissions de radio ou de télévision comme Quotidien et Salut les Terriens ! où il chante ses titres inédits. Il est également invité à l'émission Touche pas à mon poste ! et accorde de nombreuses interviews dans la presse écrite. 

## Liste des titres
| 1.    | Obscurité             | Doc Gynéco, Sam's, Tibass, Akatché                                              | 2:57 |
| 2.    | France                | Doc Gynéco, 2B                                                                  | 3:30 |
| 3.    | En saignant           | Doc Gynéco, Isa Azier, Daniel von Peikartz, Melle Jutte, 2B                     | 3:38 |
| 4.    | Ma fille              | Doc Gynéco, Isa Azier, Daniel von Peikartz, Melle Jutte, 2B                     | 4:09 |
| 5.    | Ça va aller           | Doc Gynéco, Isa Azier, Jean Baptiste Gnakouri, Wladimir Pariente, Rico Amaj     | 3:21 |
| 6.    | Égoïste               | Doc Gynéco                                                                      | 3:39 |
| 7.    | Baisser la tête       | Doc Gynéco, Isa Azier, Daniel von Peikartz, Melle Jutte, Jean Baptiste Gnakouri | 3:00 |
| 8.    | Je reste simple       | Doc Gynéco, 2B                                                                  | 3:02 |
| 9.    | Je suis ce que je dis | Robin Hunt, Doc Gynéco, Isa Azier, Rico Amaj, 2B                                | 3:54 |
| 10.   | Mes principes         | Doc Gynéco, Isa Azier, Daniel von Peikartz, Melle Jutte, 2B                     | 3:17 |
| 11.   | Vide                  | Doc Gynéco, Daniel von Peikartz, Tibass                                         | 2:24 |
| 36:00 |                       |                                                                                 |      |

## Singles
- 2017 : Ça va aller
- 2018 : France
- 2018 : Obscurité
- 2018 : Ma fille

## Clips
- 2018 : France
- 2018 : Obscurité

## Classements
| Charts                       | Meilleure position |
| ---------------------------- | ------------------ |
| France (SNEP)                | N/A                |
| Belgique (Wallonie Ultratop) | 146                |
| Suisse (Schweizer Hitparade) | N/A                |